# IC 5199
IC 5199 ist eine Spiralgalaxie mit ausgedehnten Sternentstehungsgebieten vom Hubble-Typ Sb im Sternbild Kranich am Südsternhimmel. Sie ist schätzungsweise 229 Millionen Lichtjahre von der Milchstraße entfernt und hat einen Durchmesser von etwa 100.000 Lj.

Im selben Himmelsareal befindet sich u. a. die Galaxie IC 5186.
Das Objekt wurde im Jahr 1899 von DeLisle Stewart entdeckt.